# Східна Галичина

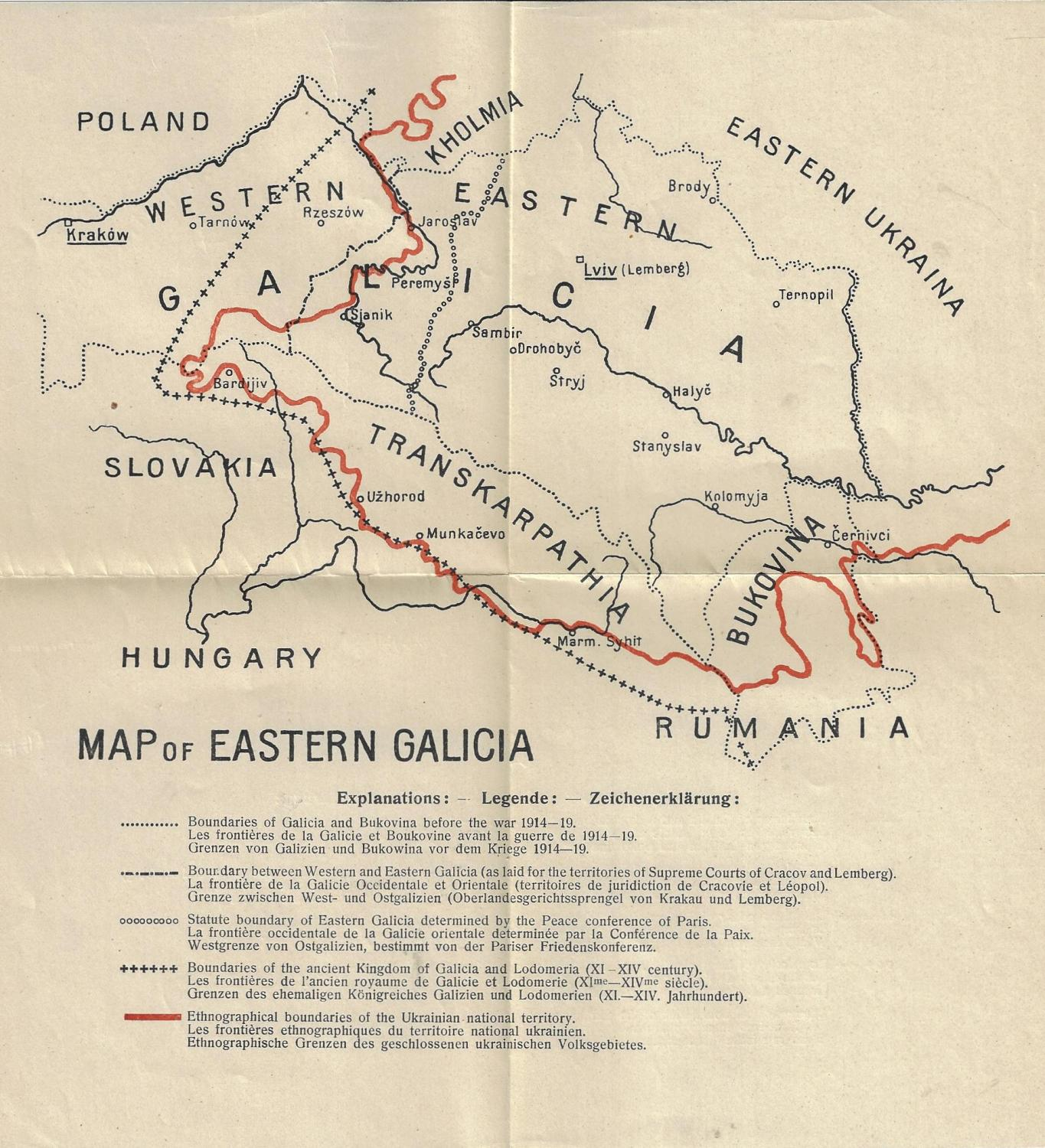
Провінція Галичина та її поділ між Польщею і Україною.

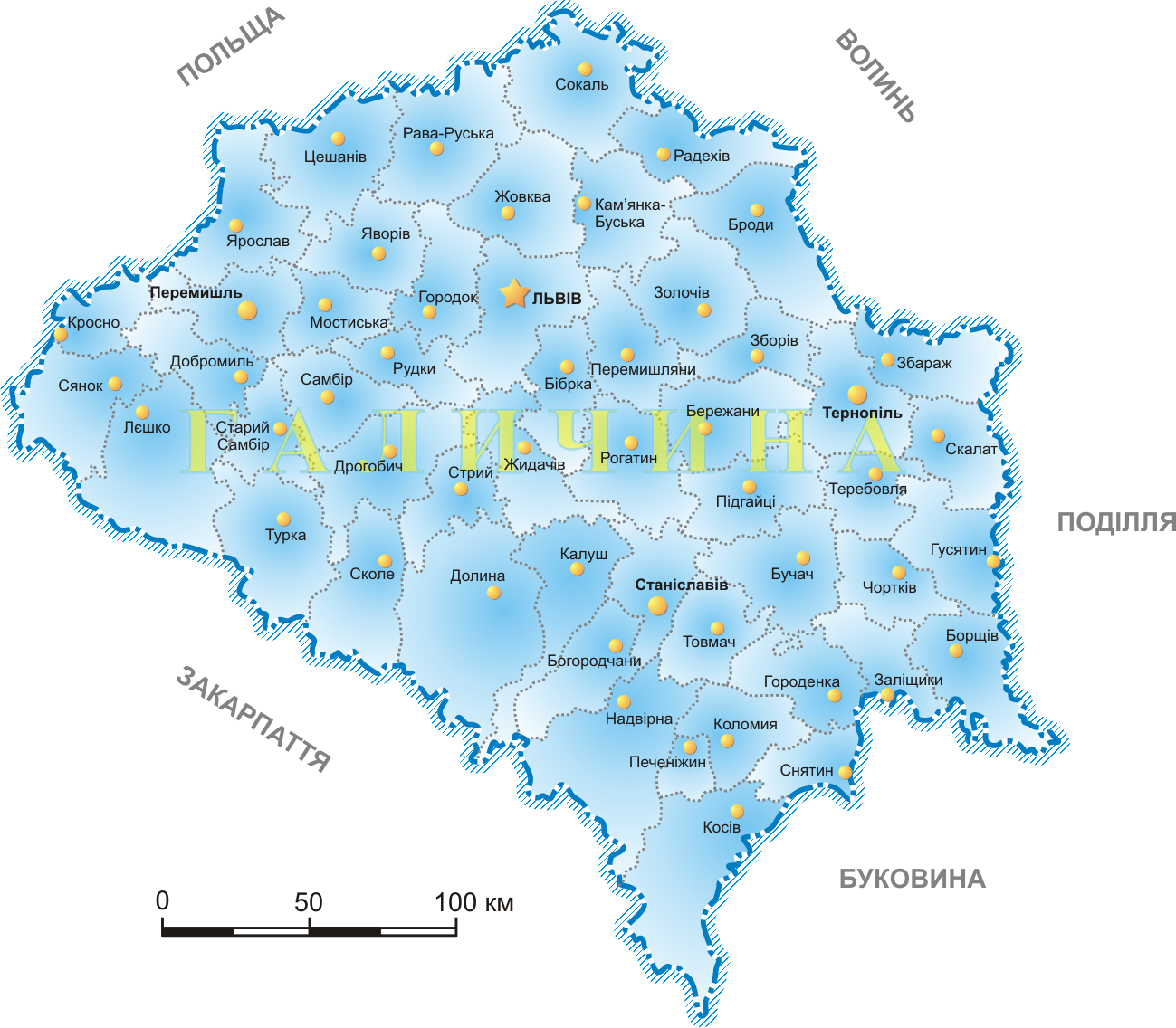
Поділ Східної Галичини на повіти (1910)

Східна Галичина (за польською термінологією 1919—1939 рр. Східна Малопольща) — історично-географічна область на заході України в Центральній Європі. Сучасні межі Галичини було сформовано під час перебування краю у складі Австрійської імперії протягом 1772—1918 років. Східна Галичина сьогодні обіймає Львівську, Івано-Франківську і Тернопільську область без її північної смуги (більша частина Кременецького району є частиною історичної Волині).
Назва краю походить від назви столиці князівства міста Галич.

## Географія
Терен Східної Галичини становить близько 46,8 тис.кв. км у Центральній Європі. Це північні схили Карпатських гір, басейн верхнього Дністра, Західного Бугу (верхня течія), верхнього Сяну, зі сходу обмежена річкою Збруч.
Площа Східної Галичини на території України (у складі трьох областей — Львівської, Івано-Франківської та Тернопільської без північної частини) — 47,2 тисячі кв. км, де на початок 2013 року проживали 4845 тис. мешканців. Історичні східногалицькі землі в Україні та Польщі у сумі займають територію 56,8 тис. км² й нараховують до 5,5 мільйонів мешканців.
Частина Галичини в межах сучасної України займає 8,2 % площі країни, тут проживає 10,4 % її населення.
Крайні точки території Східної Галичини в межах України:
- на півночі — лівий берег р. Західний Буг біля с. Пісочне (Сокальський район Львівської області), 50°46′ півн. широти, 24°08′ східн. довготи (від Ґринвіча);
- на сході — місце впадіння річки Збруч до Дністра біля с. Окопи (Чортківський район Тернопільської області), 48°33′ півн. широти, 26°27′ східн. довготи;

- на півдні — вершина 1557,4 в Чивчинських горах на українсько-румунському кордоні біля джерел потоку Боєрівка (Верховинський район Івано-Франківської області). 47°44′ півн. широти, 24°55′ східн. довготи;

- на заході — урочище Савинський Ліс біля села Катина (Старосамбірський район Львівської області) 49°31′ півн. широти, 22°43′ східн. довготи.

Таким чином геометричний центр Східної Галичини (точка, в якій перетинаються середні для неї паралель і меридіан) розташований за координатами 49°15′ півн. широти, 24°35′ східн. довготи (№ 1 на мапі). Це південно-східні околиці міста Бурштина Івано-Франківської області.
Для історичної (етнографічної) Галичини крайньою західною точкою було село Шляхтова біля Пенінських гір (тепер Новоторзький повіт Малопольського воєводства) — 49°24′ півн. широти, 20°30′ східн. довготи. Тож координатами геометричного центру історичної Галичини будуть 49°15′ півн. широти, 23°28′ східн. довготи — це координати міста Борислава.

## Історія
У докиївські часи тут мешкали давньослов'янські племена дулібів і білих хорватів.
У X столітті землі були завойовані Володимиром І.

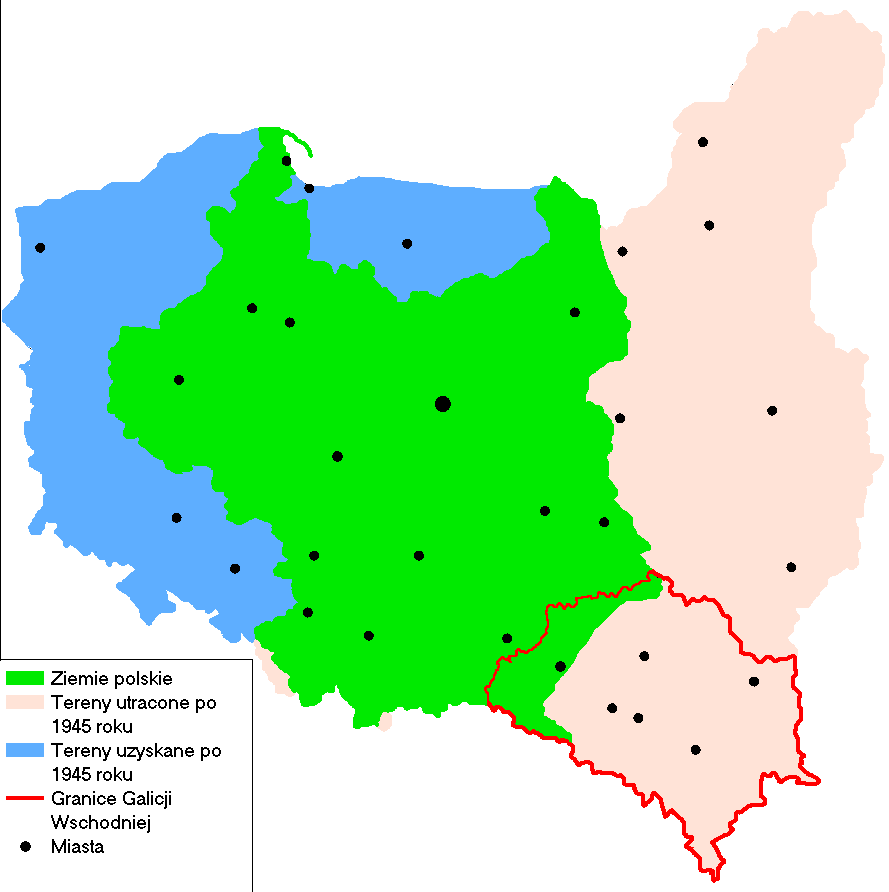
Розташування Східної Галичини на мапі Польської республіки. Рожевим кольором позначена частина яка відійшла після 1945 року до СРСР, зелена до Польщі

У XII столітті на цій території утворилися Галицьке, Звенигородське, Перемишльське і Теребовльське князівства. У XIII столітті вони були об'єднані у єдине Галицьке князівство, складової Галицько-Волинської держави, з ХІІІ ст. Королівства Русі, що ділилось на Галицьку, Львівську, Перемиську, Сяноцьку, Холмську і Белзьку землі-князівства. 
У період княжої доби Галичина вирізнялася вигіднішим геополітичним розташуванням порівняно зі Східною Україною, оскільки не межувала зі степовими територіями. Завдяки цьому регіон до XIII століття був менш вразливим до нападів кочових племен. Навіть після вторгнення монголо-татар у XIII столітті загроза їхнього сусідства позначалася на Галичині значно менше, ніж на східних землях. Це сприяло більш стабільному розвитку регіону: населення було густіше зосереджене та краще залучене до господарської діяльності. Суспільний і політичний устрій мав вищий ступінь упорядкованості й завершеності, особливо в другій половині княжої доби.
У другій половині XIV століття Руське королівство тимчасово потрапило до складу Королівства Польського за життя Казимира ІІІ, згодом Угорського королівства, через повстання у якому було захоплене Польщею і у середині 1440-х роках було трансформоване у Руське воєводство з адміністративним центром у Львові. При цьому папи римські не визнавали зверхності тут королів Польщі, через що з XVI ст. титулярними королями Галичини стали Габсбурги. Під час польського панування (1349—1772) в Галичині з'явилися польські поселення —поляки засновували свої міста і села або оселялися в уже існуючих містах. З'явилися також німецькі поселення, хоча вони були відносно невеликими, а також єврейські, але євреї селилися переважно в містах.
У 1772 році, після першого поділу Речі Посполитої австрійські Габсбурги перейняли владу над Королівством Галичини та Володимирії — коронного краю Австрійської монархії, до якої долучили Краківську землю (Малопольщу).
У ХІХ ст. декілька разів ставилось питання про розподіл провінції на Західну і Східну Галичину, що відхиляв Франц Йосиф І. В ході «Весни народів» виголошена Головною Руською Радою дана вимога отримала в 1850 р. тільки часткову реалізацію в розподілі повітових судів між апеляційними судами у Кракові (ввійшла територія з переважно польським населенням) та Львові (територія з переважно українським населенням, яка й почала називатися Східною Галичиною).
За часів австрійського панування Східна Галичина, поряд із Буковиною, виступала одним із головних центрів розвитку українського національного руху та формування української ідентичності. Саме тут діяли провідні діячі, важливі для української історії, тоді як на підросійських українських землях прояви національного життя здебільшого придушувалися. До останньої чверті XIX століття Східна Галичина мала обмежений вплив на інші українські території через недостатній розвиток культурного й суспільного життя. Натомість у Наддніпрянській Україні на початку XIX століття ще зберігалися елементи української державної традиції. З 1848 року національне життя в Галичині активізувалося; хоча згодом цей процес тимчасово призупинився, у 1860-х роках, під впливом творчості Тараса Шевченка, він відновився й надалі розвивався безперервно. На тлі посилення репресій з боку російської влади в Наддніпрянській Україні, зокрема після видання Емського указу 1876 року, українські діячі почали активніше співпрацювати з галичанами, публікуючи свої твори у галицьких виданнях. Це сприяло подальшому зміцненню національного руху в регіоні, який поступово перетворився на один із головних центрів українського культурного життя. Відносна свобода, що панувала в Східній Галичині, також сприяла розвиткові культури інших народів, зокрема українців, поляків та євреїв, які мешкали на цих теренах.
У 1918 році, після розпаду Австро-Угорської імперії на Східній Галичині була створена Західноукраїнська Народна Республіка (ЗУНР).
18 липня 1919 року внаслідок польсько-української війни вся Галичина була окупована Польщею і перейменована на Східну Малопольщу.
Згідно з переписом 1931, тут проживало 5,4 млн осіб, з них греко-католиків – 3,2 млн (переважно українці), римо-католиків – 1,6 млн (переважно поляки), юдеїв (євреї) – 0,5 млн осіб.
За часів польського панування українська мова була обмежена, так само як і допуск українців на посади в цьому регіоні. Між польським та українським населенням існував конфлікт. Польська армія проводила акції заспокоєння. Польський уряд проводив колонізацію і водночас намагався обмежити українців у Східній Галичині.
У вересні 1939 року згідно з пактом Ріббентропа—Молотова Східна Галичина (46 повітів) була окупована Червоною армією, 1 листопада анексована СРСР і 15 листопада включена відповідно до Української РСР. Проте окупація майже всієї Східної Галичини Радянським Союзом не принесла хороших часів – населення почали переслідувати, вбивати та вивозити до Сибіру, репресії поширилися на українців, поляків і навіть євреїв, які проживали у Східній Галичині.
1 серпня 1941 року Східна Галичина приєднана до Генеральної губернії (Дистрикт Галичина). Єврейське населення було майже повністю знищено.
У 1944 році була відновлена радянська окупація у Східній Галичині, причому її західна частина була віддана Польщі (Польська Народна Республіка, комуністична). Після закінчення Другої світової війни  відбувся обмін населенням – поляки з української частини були переселені до Польщі, а українці з польської частини – в Україну.
Після війни радянський і сталінський режими почали переслідувати українців, проводячи пацифікації, а частина населення була переміщена за нібито співпрацю з УПА. Однак українці мужньо чинили опір злочинному сталінському режиму.
У 1991 році Східна Галичина, як і решта територій УРСР, увійшла до складу України, тоді як західна частина Східної Галичини також залишилася в Польщі після падіння комунізму. Львів, одне з головних міст України, розташований у Східній Галичині.
Нині Галичина належить до найоднорідніших у нац. відношенні регіонів України. 2001 питома вага українців у Львів. обл. становила 94,8 %, росіян – 3,6 %, поляків – 0,7 %; в Івано-Фр. обл. – відповідно 97,5 %, 1,8 % і 0,1 %; у Терноп. обл. – 97,8 %, 1,2 % і 0,3 %.